# Isotomodes ibanezi
Isotomodes ibanezi is een springstaartensoort uit de familie van de Isotomidae. De wetenschappelijke naam van de soort is voor het eerst geldig gepubliceerd in 1989 door Simon & Lucianez.